# جائزة البرتغال الكبرى 1996
جائزة البرتغال الكبرى 1996 هو سباق فورمولا 1 أقيم بتاريخ 22 سبتمبر 1996 في البرتغال. كان الخامس عشر من أصل 16 في بطولة العالم لسباقات الفورمولا واحد موسم 1996. حلّ الكندي جاك فيلنوف أولا بينما جاء البريطاني دايمون هيل في المركز الثاني وحصل على المركز الثالث الألماني مايكل شوماخر.

## الترتيب النهائي
| الترتيب | السائق       | النقاط |
| ------- | ------------ | ------ |
| 1       | دامون هيل    | 87     |
| 2       | جاك فيلنوف   | 78     |
| 3       | مايكل شوماخر | 53     |
| 4       | جان إليزي    | 47     |
| 5       | ميكا هاكينن  | 27     |
| المصدر: |              |        |